# Флавиан (архиепископ Константинопольский)
Святитель Флавиан (греч. Φλαβιανός; умер в 449) — византийский теолог, архиепископ Константинопольский (447—449). Почитается в лике святителей как Восточной Православной, так и Римско-католической церквями, память в Православной церкви 18 февраля (по юлианскому календарю)
Святитель Флавиан исповедник, архиепископ Цареградский, занимал кафедру при византийском императоре Феодосии Младшем (408—450) и его сестре Пульхерии (+ 453; память 10 сентября). Сначала он был пресвитером и сосудохранителем в Соборной церкви. На архиепископский престол он был возведён после смерти святого архиепископа Прокла в 447 году.
В это время внутренние смуты и ереси раздирали церковное единство. В 448 году святитель Флавиан созвал Поместный собор в Константинополе для рассмотрения ереси Евтихия, утверждавшего лишь одно естество — божественное — в Господе Иисусе Христе (ересь монофизитства). Упорствующий в своём заблуждении, еретик Евтихий был отлучён от церкви и лишен сана. У еретика был могущественный покровитель в лице Хрисафия, приближённого к императору евнуха. Хрисафий интригами склонил на сторону Евтихия Диоскора, архиепископа Александрийского, и добился от императора разрешения на созыв в Эфесе собора, получившего впоследствии название разбойничьего. На разбойничьем соборе председательствовал Диоскор, добившийся угрозами и силой оправдания еретика Евтихия и осуждения святого архиепископа Флавиана. Святой Флавиан на заседании собора был жестоко избит дерзкими монахами под предводительством архимандрита Бар Саумы. То, что Диоскор принял участие в этом избиении - сказка. После этого на святителя Флавиана были возложены тяжёлые вериги, и он осуждён был на изгнание в Эфес. Однако Господь прекратил его дальнейшие страдания, послав ему через три дня смерть (преставился в августе 449 года). Царица Пульхерия удалилась из дворца.

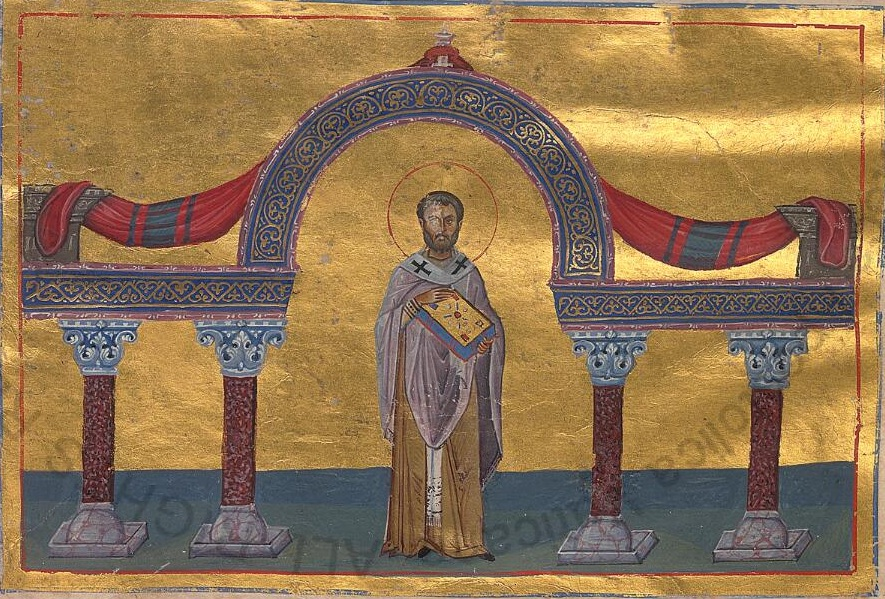
Флавиан исповедник, архиепископ Константинопольский. Константинополь. 985 г. Миниатюра Минология Василия II. Ватиканская библиотека. Рим

После смерти Феодосия II в 450 году, уже будучи императрицей, Пульхерия вернулась во дворец. Вскоре открылись интриги Хрисафия, и на Четвёртом Вселенском соборе (451 год) ересь была осуждена. Её стараниями мощи святителя Флавиана были с честью перенесены из Эфеса в Константинополь в храм Святых Апостолов.
Согласно легенде, мощи Святого Флавиана были перенесены на корабль по воле императрицы Галлы Плацидии для отправки в Равенну. По дороге в море корабль, возможно после бури, оказался без экипажа, на берегу Castrum Novum Piceni, сегодняшняя Джулианова. Днём прибытия корабля традиционно считается 24 ноября. В честь этого события был построен большой храм, посвящённый Святому Флавиану, где его мощи были размещены в ларце из мрамора.
Память святого Флавиана Константинопольского в Православной церкви отмечается 18 февраля (2 марта) в високосный год или 18 февраля (3 марта) в невисокосные годы, в Католической церкви — 18 февраля и 24 ноября (в день прибытия корабля в Джулианову). Святой Флавиан почитается покровителем городов Баришано, Башано, Джулианова (Абруццо), Капитиньяно, Конверсано, Реканати и Торано-Нуово.